# Concattedrale dell'Assunzione della Beata Vergine Maria (Segna)
La cattedrale dell'Assunzione della Beata Vergine Maria (in croato: Katedrala Uznesenja Blažene Djevice Marije) si trova a Segna, in Croazia. Già cattedrale della diocesi di Segna, la chiesa è oggi concattedrale della diocesi di Gospić-Segna.

## Storia e descrizione
La cattedrale dell'Assunzione di Maria è stata costruita nel 1169 come basilica romanica a navata unica sulle fondamenta di un tempio pagano del  IV-V secolo, i cui resti sono ancora visibili sul retro del santuario a circa 1,5 metri di profondità. La facciata e il lato sud della cattedrale  a metà del XVIII secolo furono decorate con arcate romaniche e nicchie in mattoni. Nello stesso periodo la chiesa fu ampliata con l'aggiunta delle due navate laterali, gli altari e le altre opere d'arte. Durante la seconda guerra mondiale la cattedrale è stata gravemente danneggiata. L'aspetto attuale dell'edificio è frutto del restauro eseguito tra il 1949 ed il 1950.
Il monumento più importante della cattedrale è la tomba del vescovo Giovanni Cardinali (1392), tomba murale realizzata in stile gotico. Tra gli altri monumenti è particolarmente significativo il rilievo della Santissima Trinità, in precedenza situato nella chiesa di San Pietro.